# Bryan John Birch
Bryan John Birch F.R.S. (Burton upon Trent, 25 de setembro de 1931) é um matemático britânico.
Co-formulador da conjetura de Birch e Swinnerton-Dyer.

## Publicações selecionadas
- Computers in Number Theory. (editor). London: Academic Press, 1973.
- Modular function of one variable IV (editor) with W. Kuyk. Lecture Notes in Mathematics 476.  Berlin: Springer Verlag, 1975.
- The Collected Works of Harold Davenport. (editor). London: Academic Press, 1977.